# Osteopilus dominicensis
Espèce
Statut de conservation UICN

 LC  : Préoccupation mineure
Synonymes
- Hypsiboas dominicensis Tschudi, 1838
- Hyla dominicensis (Tschudi, 1838)
- Trachycephalus ovatus Cope, 1863
- Hyla ovata (Cope, 1863)

Osteopilus dominicensis est une espèce d'amphibiens de la famille des Hylidae.

## Répartition
Cette espèce est endémique d'Hispaniola. Elle se la rencontre jusqu'à 2 000 m d'altitude en République dominicaine et à Haïti y compris sur les îles de la Gonâve, l'île-à-Vache, l'île Grande Cayemite, l'île de la Tortue et l'île Saona,.

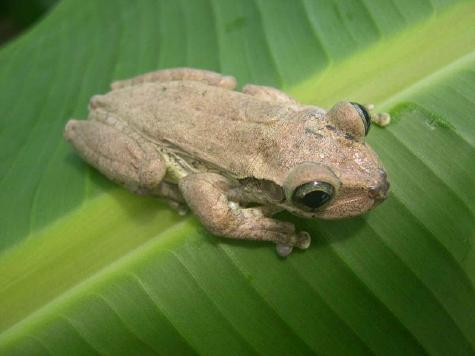
Osteopilus dominicensis

## Étymologie
Son nom d'espèce, composé de dominic et du suffixe latin -ensis, « qui vit dans, qui habite », lui a été donné en référence au lieu de sa découverte, la République dominicaine.

## Publication originale
- Tschudi, 1838 : Classification der Batrachier, mit Berucksichtigung der fossilen Thiere dieser Abtheilung der Reptilien, p. 1-99 (texte intégral).